# Boris Trakhtenbrot
Boris Trakhtenbrot (rus: Борис Авраамович Трахтенброт)  (Briceva, 20 de febrer de 1921 - Rehobot, 19 de setembre de 2016), també anomenat Boaz Trakhtenbrot, va ser un matemàtic soviètic emigrat a Israel.

## Vida i obra
Trakhtenbrot va néixer en un poble del nord de Bessaràbia (avui República de Moldàvia) habitat majoritàriament per pagesos jueus. Després d'acabar la seva escolarització primària al seu poble, va fer els estudis secundaris a les properes ciutats de Bălți i Soroca. El 1940 va començar a estudiar matemàtiques a l'Institut Pedagògic de Chișinău, però la invasió alemanya de la Unió Soviètica el 1941, va fer que la institució es traslladés a Buguruslan, on va compaginar els estudis irregulars amb la feina a diferents empreses, ja que mai va ser cridat a files per la seva mala vista. El 1945, acabada la guerra, es va graduar com mestre de secundària a Chișinău i es va matricular a la universitat de Txernivtsí (avui Ucraïna) per a fer un màster, que va obtenir el 1947. El 1947 va començar els estudis de doctorat a l'Institut de matemàtiques de Kiev de l'Acadèmia Ucraïnesa de Ciències, però sota la direcció de Piotr Nóvikov, que era professor a Moscou. Amb el permís del director de l'Institut, Mikhaïl Lavréntiev, va fer llargues estades a Moscou fins al 1950 quan va defensar la seva tesi doctoral en la qual va demostrar el teorema que porta el seu nom sobre la irresolubilitat del conjunt de fórmules lògiques de primer ordre que són certes en models finits.
Un cop doctorat, va ser destinat a l'Institut Pedagògic Belinski, a la ciutat de Penza, uns 600 quilòmetres al sud-est de Moscou. En aquesta època va tenir problemes amb l'estalinisme més dogmàtic que el va acusar de ser un idealista carnapià; gràcies a la defensa de Nóvikov i de Liapunov aquestes acusacions noi van tenir conseqüències. El 1960, a invitació de Serguei Sóbolev, es va incorporar a l'Institut de Matemàtiques de la Branca Siberiana de l'Acadèmia de Ciències de la Unió Soviètica; es va traslladar a viure (molt més còmodament) a Akademgorodok i va ser, al mateix temps, professor de la universitat de Novossibirsk. Aquí va aprofundir en els seus estudis de cibernètica i va demostrar per primera vegada l'important teorema de l'interval (1964), que estableix que existeixen intervals arbitràriament grans en la jerarquia de les classes de complexitat.
El 1981, després d'emigrar a Israel, va esdevenir professor de cibernètica de la universitat de Tel-Aviv. El 1991 va passar a ser professor emèrit i va continuar una intensa activitat de recerca en ciències de la computació i teoria de la complexitat computacional, instant als investigadors que es centressin en el que ell anomenava la Trinitat dels sistemes en temps real: Lògica, Xarxes i Autòmats.
Trakhtenbrot va publicar quatre influents llibres sobre algorismes i autòmats i un centenar d'articles científics.